# Románd
Románd (németül: Romand) község Győr-Moson-Sopron vármegyében, a Pannonhalmi járásban található.

## Fekvése
A falu a Sokorói-dombság déli lankáin és az északi Bakony vonulatai mentén lévő völgyben húzódik meg. Átlagos magassága a tengerszint felett 170-180 méterre van. Talaját agyagos, löszös homokdombok alkotják. A falun a Bornát-ér és a Rétkerti-patak folyik át, melyek érintik a község szélein lévő halastavat.
A település Budapesttől 93 kilométerre, Győrtől 28 kilométerre, Veszprémtől 47 kilométerre, Kisbértől és Pápától 30-30 kilométerre található; a 82-es főúttól 1-1,5 kilométerre fekszik, a 832-es főút mentén.
Utóbbiból itt ágazik ki, a 30. kilométere közelében dél felé a Bakonygyiróton és Bakonyszentlászlón át a 82-es főút bakonyszentkirályi szakaszáig vezető 83 107-es út, valamint északi irányban a 83 108 számú mellékút, amely ezen a számon a falu főutcájaként halad a belterület északi széléig, majd onnan tovább önkormányzati útként Bakonypéterdig.
Korábban elérhető volt vasúton is, a Tatabánya–Pápa-vasútvonalon, amelynek vasúti megállóhelye volt itt, de 2007 márciusa óta ezen a vonalszakaszon szünetel a személyforgalom.

## Nevének eredete
Első említése körülbelül 1235-ből származik.
Nevét illetően több feltevés is napvilágot látott:
Az egyik szerint a középkorban népszerű Roman névből alakult ki, a –d helységnevekhez járuló képző segítségével.
Egy másik teória mellett érvelnek azok, akik szerint az oklevelekben szereplő „villa Roman” jelentése arra utal, hogy már a római korban is éltek itt emberek és a valamikori tó partján egy villa állt. Ezt több régészeti lelet is erősíti.
A harmadik elképzelés egyházi vonatkozású, mely szerint Szent Romanusról kapta a nevét.

## Története

### Települések és terjeszkedések a múltban
A feltárt régészeti leletek és a múlt feljegyzései egyértelműen bizonyítják, hogy az elmúlt 3000 évben több település is állt itt, különböző korszakokban, különböző helyeken. Ezek a következők:
1. Bronzkor, Kr. e. 9. század: A múlt század idején talált Horogúti leletegyüttes egy Kr.e. 9. századból származó település nyoma.
2. Római kor, 1-4. század: Főként a vasút építésekor kerültek elő jelentősebb római kori leletek. A vonaltól északra és délre több kőépület nyomait is megtalálták. Érdekesség, hogy a legtöbb itt talált római kori érme is a 200-as évekből való. A szájhagyomány szerint a templom előtt álló két kőoszlop (amelyek 1822 és 1960 között a mára elpusztult Kálváriánál álltak) is egy római kori épület maradványai. Sőt, a falu nevének eredetét is egyesek a római korral hozzák összefüggésbe.
3. Középkori magyar falu: 1531 és 1542 között pusztult el a török időkben. Templomának romjai még a 18. században is megvoltak. Az ideérkező svábok „elődeik” tiszteletére a helyére fakeresztet állítottak (amely mára eltűnt). A falu egykori helye a népi nyelvben sokáig fennmaradt, hiszen ezt a területet Templomdűlőnek/Pusztaszentegyháznak/Kirchen Äckernek nevezték a romándiak.
4. Ideiglenes települések: Több sikertelen telepítés is lezajlott a 16. században. A lakosság ekkor magyar jobbágyokból állt, akik azonban nem tudtak huzamosabb ideig megtelepedni.
5. Németajkú falu, 1721-től: A sikeres megtelepedésre egészen 1721-ig kellett várni. Ekkor a Győri püspökség német nyelvű telepeseket hívott ide. A falu elhelyezkedése – egyes téves feltételezésekkel ellentétben – egybeesik a maiéval. A házak a mai „fő úton” álltak azzal a különbséggel, hogy csak a patakig tartott az utca.
6. Terjeszkedések a 19. században: A túlnépesedés következtében az 1830-as és az 1850-es évek között a szegényebb zsellér családok elkezdtek kiköltözni a szőlőhegyi dűlőkbe (először az Ackerbe, majd a Luliba és a Újhegybe). A TSz világ idején az Újhegy és Luli házait fokozatosan elkezdték lebontani. Lakosa ma már csak az Acker dűlőnek van, igaz, ez már korántsem emlékeztet az egykor ott zajló nyüzsgő életre.
7. Terjeszkedés 1950-es évektől: Ekkor kezdett kiépülni a patakon túli terület, valamint ekkor kerültek kimérésre az Alkotmány utca telkei is.

### A németek betelepítése
Telepítési szerződése 1721. március 28-án íródott. A németajkú telepesek származási helyére az anyakönyvekben csak egyetlen utalást találni 1727-ből, amikor az egyik elhunyt lakosnál feljegyezték, hogy Sulzbach-ból származik. Ebből a településből többet is találni a mai Németország és Ausztria területén egyaránt.
Azonban több tanulmány, kutatás és a szájhagyomány is választ próbál adni a kérdésre:
1. Bél Mátyás, 1730-as években: "részben a mosoni vidékről, részben a Német Birodalom területéről hozták őket ide"[23]
2. Pesty Frigyes, 1864: "Egy része Vas megyéből, Hiencz németekből, Mosony megyéből és Stajer honból népesíttetett"[24]
3. Vonház István, 1931: Szerinte 8 másik településhez hasonlóan: "Moson és Sopron megyékből, továbbá Mainz-ból, Würzburgból és a sváb hercegségből." települt újra.[25]
4. Szeghalmy Gyula, 1937: „a XVIII. század elején népesült újra vasmegyei, mosonmegyei és Stájerországból”
5. S. Lackovits Emőke, 1984: Azon települések közé sorolja, amelyek: "Ausztria keleti részeiből, Badenből, Mosel – frank területekről, Hessenből és Pflazból" települtek be.[26]
6. Szájhagyomány: Karintia, Stájerország, Bajorország is egyaránt élt a szájhagyományban, mint őshaza.

### 18-19. század
Vályi András, 1799: "Német falu Veszprém Várm. földes Ura a Győri Püspökség, lakosai katolikusok, fekszik Gyirótnak szomszédságában, és annak filiája; határjának földgye termékeny, szőleje meglehetős borokat terem; erdeje tsekély, vagyon egy nádas tója, és azon egy essőt kiáltó malma"
1809-ben a Napóleon ellen vívott harc idején tábor létesült a község határában.
1831-ben Románd és több környező falu lezárta az utakat és szigorú ellenőrzéseket vezetett be annak érdekében, hogy megelőzzék a nagy kolera járvány. A akció sikerrel zárult.
1848-49: A szabadságharc idején több falubelit soroztak be. Továbbá vonatkozása még, hogy a vesztes, június 28-ai Győri csata után Kmety György tábornok csapatai Romándon keresztül haladtak tovább, hogy a Görgei seregéhez csatlakozni tudjanak. Ez azonban később meghiúsult.
1830-1857 között a túlnépesedés következtében több zsellér család költözött ki az Acker dűlőbe. Később már a Luli és az Újhegy területén is egyre több lakóház állt.
Fényes Elek, 1851:„német falu, Veszprém vmegyében, Győr vármegye szélén, ut. p. Mező-Őrs, 520 kath. lak., paroch. templommal, homokos határral, csekély erdővel. F. u. a győri püspök.
A túlnépesedés másik következménye volt, hogy az 1880-as évektől megkezdődött a kivándorlás Amerikába, amely (kis megszakítással) az 1930-as évekig tartott. Legkevesebb 300 fő hagyta itt ideiglenesen vagy véglegesen otthonát. Töredékük, körülbelül 70-80 személy tért vissza.

### I. és II. világháború
Az első világháború alatt nem csak a katonák, de az itthon maradt lakosság is sokat szenvedett. A katonák többsége a Magyar királyi veszprémi 31. gyalogezredbe, valamint a Császári és királyi (K.u.k) győri 19. közös gyalogezredbe került. 1916-ban a település négy harangjából hármat elvittek hadicélra. A katonák közül 13 (vagy 14) a távolban halt meg, míg 4-en a fronton szerzett betegség következtében már itthon hunytak el. A civilek közül legalább egy fő esett áldozatul a spanyolnáthának. A háború alatt orosz, szerb, olasz és román hadifoglyokat is helyeztek el romándi gazdáknál, akik közül ketten a helyi temetőben nyugszanak.
Kevesen tudják, de a háború után a román csapatok a faluba is eljutottak – a helyi lakosság nem kis nyomorúságára.
A második világháború az elsőhöz hasonlóan érzékenyen érintette a községet. A három harang közül ismét elvittek egyet (az első világháborúban elpusztultak helyére kettő másik készült 1928-ban). 1944-ben a németek Romándon a helyieknél szállásolták el magukat. Az iskolában kialakított kórházban legalább 7 német katona halt meg, akik közül 5-en még ma is itt nyugszanak. 1944 novemberében  a nyilasok több munkaszolgálatos csoportot is keresztül hajtottak a településen. A lakosság ételt és vizet adott a menetben lévőknek, valamint közülük egyet – aki a falu határában halt meg – sajátjaként temetett el. Az egyik menetben volt egyébként Radnóti Miklós is. 1944 decemberében a Kálvária kerítését az utak javítására használták fel a németek. 1945. március 25-én érték el a falut az orosz csapatok. A helyi lakosságot idejük alatt (is) számtalan atrocitás ért.
A katonák közül 12 helyi lakos és további 4 elszármazott halt meg a háborúban.

### Ki- és betelepítések (1946-1948)
A háború után kimondták a németek kollektív bűnösségét. 1946-ban jelentek meg itt ismeretlen előéletű családok – legtöbbjük nyilasokból lett kommunista. A helyi svábság ekkor élte kálváriáját. Az "újtelepesek" (nem összekeverendő a felvidékiekkel!) minden törvénytelen eszközt bevetettek annak érdekében, hogy tönkretegyék a sváb közösséget. Az 1941-es népszámlálás idején a lakosság többsége magyar nemzetiségűnek és német anyanyelvűnek vallotta magát. Ezen felül itt a Volksbund sem tudott szervezetet létrehozni. Ezek hatására kitelepíteni csak egyetlen személy tudtak Németországba, valamint egy család került áttelepítésre Döbröntére. Azonban a lakosság többségét a német anyanyelvre hivatkozva kilakoltatták és pincékbe, présházakba, istállókba, valamint más családokhoz telepítették át.
1947-ben felvidéki családokat telepítettek Romándra. Nyáron 14 pozsonypüspöki, majd ősszel 14 garamdamásdi családot irányítottak ide. Az együttélés a svábok és a felvidékiek között kezdetben két véglet között mozgott, de hamarosan rájöttek, hogy "hasonló cipőben járnak". Fokozatosan kialakult egy erős közösség, amely pár év alatt elüldözte a svábság meghurcoltatásáért felelős személyeket.

### 1950 után
Az első termelőszövetkezetet 1950-ben kezdték szervezni, majd több tsz csoport is alakult. A forradalom után ismét több tszcs lett, amelyek 1961 januárjában Új Élet néven egyesültek. Később ehhez csatlakoztak, a giciek, bakonygyirótiak és a bakonypéterdiek is. Az emberek a korábbi atrocitások miatt nehezen léptek be, de ez később mégis a község fejlődésének a motorja lett. A végső egyesülés 1975-ben történt meg a veszprémvarsányi tsz-szel, ami szervezetileg nem változott a rendszerváltásig.
A település 1945 után átalakult. Kb. 30 szalmatetős, tömött vályogfalú egészségtelen viskót lebontottak, ami két később elnéptelenedett utcára terjedt ki. Tűzvész is pusztított a faluban. Helyette új utcát alakítottak ki, az Alkotmány utcát.
A település a tanácsrendszerben először önálló tanácsot alkotott, majd 1963-tól Bakonygyiróttal, Bakonypéterddel és Gic községekkel közös tanácsba tömörült. A rendszerváltás után minden település önálló önkormányzatot hozott létre. Az ügyek intézésére pedig  közös körjegyzőség létesült. 2003. december 31-i hatállyal Bakonygyirót és Románd közös megegyezéssel megszüntette a körjegyzőséget. A képviselő-testület ideiglenesen önálló Polgármesteri hivatalt hozott létre. 2005. január 1-jétől csatlakozott a Tápszentmiklós és Lázi községek által 2003-ban  megalakított körjegyzőséghez.
A korábban Veszprém megyéhez tartozó település 2002-ben került át Győr-Moson-Sopron megyébe.
A falu fejlődésének fontos állomásai: belterületi út és járdaépítés 1962-ben. Az egészségház, benne orvosi rendelővel és védőnői szolgálattal 1966-ban létesült. A Romándot Bakonypéterddel összekötő aszfaltos út 1969-ben épült meg. Megjegyzendő, hogy ezt a lakosság már a II. világháború előtt szorgalmazta, de az akkori képviselő-testület leszavazta. A későbbiekben kultúrházat építettek a községháza mellé. Ezen kívül 50 férőhelyes kétcsoportos napközi otthonos óvodát is kialakítottak, melyet a kis születésszám miatt összevontak.
A községben a vonalas infrastruktúrák többsége megvalósult. Az egész települést 1947-ben villamosították. 2001-ben korszerű üvegszálas vezetéket fektettek le a mai modern kommunikációs hálózatokhoz, mely összeköti a falut a megyeszékhellyel. A lakosság kérésére a vezetékes gázhálózatot 1999-ben adták át. A csatornahálózat létesítését tervezik.

## Közélete

### Polgármesterei
- 1990–1994: Dobosi Sándor (független)[32]
- 1994–1998: Dobosi Sándor (független)[33]
- 1998–2002: Müller Gábor (független)[34]
- 2002–2006: Müller Gábor (független)[35]
- 2006–2010: Müller Gábor (független)[36]
- 2010–2014: Müller Gábor (független)[37]
- 2014–2019: Galler Jenő (független)[38]
- 2019–2024: Galler Jenő (független)[39]
- 2024– : Galler Jenő (független)[1]

## Népesség
A település népességének változása:
| Lakosok száma | 314  | 311  | 313  | 304  | 319  | 311  | 311  |
|               | 2013 | 2014 | 2015 | 2021 | 2022 | 2023 | 2024 |

A 2011-es népszámlálás során a lakosok 90,8%-a magyarnak, 0,3% cigánynak, 4,3% németnek, 0,7% románnak, 0,7% szlováknak mondta magát (8,2% nem nyilatkozott; a kettős identitások miatt a végösszeg nagyobb lehet 100%-nál). A vallási megoszlás a következő volt: római katolikus 76,1%, református 2,6%, evangélikus 2,3%, görögkatolikus 0,3%, felekezeten kívüli 8,2% (10,5% nem nyilatkozott).
2022-ben a lakosság 93,7%-a vallotta magát magyarnak, 3,8% németnek, 0,3% szlováknak, 2,5% egyéb, nem hazai nemzetiségűnek (5,3% nem nyilatkozott; a kettős identitások miatt a végösszeg nagyobb lehet 100%-nál). Vallásuk szerint 51,7% volt római katolikus, 2,8% evangélikus, 2,2% református, 0,3% görög katolikus, 0,9% egyéb keresztény, 1,9% egyéb katolikus, 2,8% felekezeten kívüli (36,7% nem válaszolt).

## Nevezetességei
- Római katolikus temploma 1738 és 1743 között épült.[42][43] Később több bővítésen és átépítésen is átesett. Az egyik legjelentősebb bővítés 1942-ben történt – báró Apor Vilmos segítségével.
- Amerikás kőkereszt: 1896-ban került felállításra  a mai temetőben – főként az Amerikába vándorolt hívek segítségével.
- Redling-Unferdorfer kereszt: Redling József és neje állíttatta 1909-ben.
- Czipf kereszt: 1909-ben állíttatta Czipf György és neje.
- Kristóf kereszt: Kristóf Mária adományából készült 1909-ben, amely a templom előtt áll. Korábban szintén állt ott kereszt.
- Háborús emlékmű: 1989-ben került felállításra. Kezdetben csak a II. világháborús áldozatok nevei szerepeltek rajta. Körülbelül egy évtizeddel később egészült ki az I. világháborús nevekkel.

## Híres romándiak
Itt született és később itt is halt meg Ruis János (1808-1857) ácsteszéri plébános, teológus.
Itt született dr. Lanczendorfer Erzsébet t (1942-) orvos, a KDNP színeiben országgyűlési képviselő.
Itt született dr. Molnár Sándor orvos.
Itt nőtt fel Békefi Ernő (1894-1972) rajkai kántortanító.
Itt született Békefi Antal Archiválva 2019. január 24-i dátummal a Wayback Machine-ben (1902- II. vh.) bakonyoszlopi kántortanító.
Itt született és tanított Békefi Elemér Jenő (1906-1984) romándi kántortanító. Nevét ma utca őrzi.
Itt született Békefi Imre Károly (1908- II.vh) bakonypölöskei kántortanító.
Itt született Békefi Aladár Gábor Archiválva 2019. január 24-i dátummal a Wayback Machine-ben (1911-1986) ének-zene, tanítóképző-intézeti tanár, bakonyi népdalgyűjtő.
Itt született dr. Buzási (Felber) Sándor (1913-1982) országgyűlési képviselő.
Itt élt Horváth Miklós (1930-2006) plébános, érseki titkár.
Itt született Homonnai (Holczinger) József (1916-1977) somlószőlősi plébános.
Itt született Lehner Mátyás Ottó (1914-1973) bencés pap, szerzetestanár.
Itt született Meiszburger Sándor (1905-?) Székesfehérvár-egyházmegyei pap.
Itt született dr. Peidl Béla (1907-1985) kanonok, plébános.